# لوكريثيا مارتيل
لوكريسيا مارتل Lucrecia Martel ولدت في 14 ديسمبر 1966 هي مخرجة أفلام أرجنتينية وكاتبة سيناريو ومنتجة.
وفقا لناقد فيلم جويل بوبليتي، لوكريسيا مارتل هي واحدة من أعضاء ما يسمى السينما الأرجنتينية الجديدة التي بدأت 1998.

## السيرة الذاتية
درست مارتل في أفيلانيدا (أفيكس)، ثم في المدرسة الوطنية لصناعة الأفلام التجريبية في بوينس آيرس. ولأن مدرسة السينما اغلقت بسبب نقص الأموال، فهي أصرت على الدراسة بنفسها. وقالت مارتل: "شاهدت الأفلام، وقرأت الكتب، وكتبت، وكنت عقل حر، لأنه كان علي أن أكون كذلك.
وعملت مارتل عددا من الأفلام القصيرة بين عامي 1988 و 1994. وكان الحائز على جائزة الفيلم القصير 1995Dead King) جزءا من حكايات موجزة (Brief Tales I).
حصل فيلمها السينمائي الأول لا سييناغا La Ciénaga؛ على العديد من الجوائز الدولية، وصوت له كأفضل فيلم في أمريكا اللاتينية من هذا العقد في استطلاع للرأي من نقاد السينما في نيويورك، تم اختيار فيلم The Holy Girl للمنافسة في مهرجان كان السينمائي عام 2004، وحل في المرتبة التاسعة في نفس الاستطلاع،
في حين تم اختيار فيلم The Headless Woman للمنافسة في كان في عام 2008، فحل في المرتبة الثامنة. بالإضافة إلى ذلك، صرح جيمس كواندت أن هدا الفيلم واحد من الأفلام العظيمة.
وكانت مارتل عضوا في لجنة تحكيم الأفلام السينمائية في مهرجان كان في عام 2006.<refhttp://www.telegraph.co.uk></ref>

## أفلامها
| السنة | العمل               |
| ----- | ------------------- |
| 2002  | La Ciénaga          |
| 2004  | The Holy Girl       |
| 2008  | La mujer sin cabeza |
| 2017  | Zama                |

أفلام قصيرة
| السنة | العمل       |
| ----- | ----------- |
| 1988  | El 56       |
| 1989  | Piso 24     |
| 1991  | Besos rojos |
| 1995  | Rey muerto  |

## جوائز
التي فازت بها:
- Havana Film Festival: Coral Best Short Film; for Rey muerto; 1995.
- Sundance Film Festival: NHK Award; for La Ciénaga, (Latin America); 1999.
- Uruguay International Film Festival: First Work Award – Special Mention; for La Ciénaga; 2001.
- Toulouse Latin America Film Festival: French Critics' Discovery Award; Grand Prix; for La Ciénaga; 2001.
- Havana Film Festival: Best Director; Grand Coral – First Prize; for La Ciénaga; 2001.
- Berlin International Film Festival: Alfred Bauer Prize; for La Ciénaga; 2001.
- Argentine Film Critics Association Awards: Silver Condor; Best First Film; for : La Ciénaga; 2002.
- Clarin Entertainment Awards: Clarin Award Film Best Director; for La Niña santa; 2004.
- São Paulo International Film Festival: Critics Award – Honorable Mention; for La Niña santa; 2004.

الأعمال المرشحة:
- Berlin International Film Festival: Golden Berlin Bear; for La Ciénaga; 2001.
- Argentine Film Critics Association Awards: Silver Condor; Best Director, Best Original Screenplay; for La Ciénaga; 2002.
- Cannes Film Festival: Golden Palm; for La Niña santa; 2004.

## روابط خارجية
- لوكريثيا مارتيل على موقع IMDb (الإنجليزية)
- لوكريثيا مارتيل على موقع مونزينجر (الألمانية)
- لوكريثيا مارتيل على موقع ألو سيني (الفرنسية)
- لوكريثيا مارتيل على موقع أول موفي (الإنجليزية)
- لوكريثيا مارتيل على موقع قاعدة بيانات الفيلم (الإنجليزية)
- لوكريثيا مارتيل على موقع كينوبويسك (الروسية)

- IMDb: Lucrecia Martel